# 1789 en santé et médecine
| Années de la santé et de la médecine : 1786 - 1787 - 1788 - 1789 - 1790 - 1791 - 1792    |
| Décennies de la santé et de la médecine : 1750 - 1760 - 1770 - 1780 - 1790 - 1800 - 1810 |

Cet article présente les faits marquants de l'année 1789 en santé et médecine.

## Événements
- 23 janvier : l'université de Georgetown est fondée à Washington D.C..
- Avril : épidémie de variole à Port Jackson en Australie. Elle se diffuse parmi les aborigènes de la région dont la moitié est décimée[1].
- 9 mai : aux États-Unis, influencés par le Dr.Benjamin Rush, qui critique la consommation excessive d'alcool, environ 200 fermiers du Connecticut forment une association de modération à Litchfield.
- 10 octobre : le docteur Joseph-Ignace Guillotin propose à l'Assemblée la guillotine[2].

- Première description clinique de la poliomyélite par Michael Underwood ; il la qualifie de "débilité des membres inférieurs".

## Publication
- Du degré de certitude de la médecine de Georges Cabanis[3].

## Naissances
- 3 janvier : Carl Gustav Carus (mort en 1869), médecin et peintre saxon.
- 25 octobre : Heinrich Schwabe (mort en 1875), pharmacien puis astronome allemand.

## Décès
- 7 avril : Petrus Camper (né en 1722), médecin, naturaliste et biologiste néerlandais[4].
- 4 août : Jean Colombier (né en 1736), médecin militaire, chirurgien et hygiéniste français.